# 東京電気技術高等専修学校
東京電気技術高等専修学校（とうきょうでんきぎじゅつこうとうせんしゅうがっこう)東電協スクールは、東京電業協会が運営する高等専修学校。経済産業大臣認定電気工事士養成施設。夜間1年の課程を修了すると第二種電気工事士の資格が取得できる。高校授業料無償化・就学支援金支給制度、雇用保険教育訓練給付制度の対象校。

## 沿革
- 1964年(昭和39年)4月 - 東京電業懇話会電気工事士養成所として創設。
- 1965年(昭和40年)1月 - 通商産業大臣指定の電気工事士養成施設となる。
- 1978年(昭和53年)4月 - 改正学校教育法で東京電気技術高等専修学校となる。
- 2013年(平成25年)4月 - 創立50周年。卒業生は2,000人を超える。
- 2018年(平成30年)
  - 3月 - 閉校。
  - 6月21日 - 廃止。